# Zimmer 13 (Film)
Zimmer 13 ist ein deutsch-französischer Kriminalfilm (französischer Titel: L'attaque du fourgon postal) und der 18. deutschsprachige Edgar-Wallace-Film der Nachkriegszeit. Die Verfilmung des gleichnamigen Romans von Edgar Wallace (Originaltitel: Room 13) wurde von der deutschen Rialto Film unter finanzieller Beteiligung der französischen Société Nouvelle Cinématographie produziert. Der Film wurde vom 25. November 1963 bis 16. Januar 1964 unter der Regie von Harald Reinl in Dänemark und West-Berlin gedreht. Der in Ultrascope aufgenommene Film wurde am 20. Februar 1964 in der Lichtburg in Essen uraufgeführt.

## Handlung
An einem Bahndamm in der Nähe des Landsitzes von Sir Robert Marney wird eine Frau mit einem Rasiermesser ermordet. Kurz darauf bekommt Marney Besuch von dem Unterweltler Joe Legge. Vor Jahren hatte Marney Legge ins Ausland verholfen. Legge verlangt von Marney, ihm bei einem Eisenbahnüberfall zu helfen. Ansonsten werde die Tochter Marneys, Denise, ermordet. In seiner Verzweiflung heuert Marney den Privatdetektiv Johnny Gray an.
Am nächsten Abend wird in einem ominösen Nachtclub eine Stripteasetänzerin mit einem Rasiermesser ermordet. In diesem Nachtclub tagt zur selben Zeit Joe Legge mit seiner Bande und auch Marney findet sich dort ein. Die Ganoven wollen Marneys Schloss als Unterschlupf benutzen. Johnny Gray ermittelt nun zusammen mit der Polizei im Falle der Morde. Gray ahnt nicht, dass Legge einen Geldtransporter der Bahn überfallen will.
Zum Schluss kann Scotland Yard die Banditen bei Schloss Marney stellen, und das Geld sicherstellen. Gray findet heraus, dass Marneys verstorbene Frau einst in Legge verliebt war. Damit Legge die Frau in Ruhe lässt, half Marney Legge nach einem Überfall zur Flucht. Als Rasiermessermörder stellt sich ausgerechnet die junge Denise Marney heraus, da sich ihre Mutter mit einem Rasiermesser vor einem Spiegel das Leben genommen hatte. Denise musste als Kind alles mit ansehen und litt seitdem an einem tödlichen Drang.

## Sonstiges
- Ursprünglich hatte Rialto Film Ende 1963 die Verfilmung des Edgar-Wallace-Romans „Der Safe mit dem Rätselschloß“ vorgesehen. Nachdem am 8. August 1963 ein spektakulärer Raub auf den Postzug London-Glasgow stattgefunden und weltweit ein enormes Medienecho ausgelöst hatte, verschob man das Projekt. Stattdessen beauftragte man den Journalisten und Regisseur Will Tremper damit, ein bereits Anfang 1963 von Heinz Oskar Wuttig verfasstes Drehbuch nach dem Edgar-Wallace-Roman „Zimmer 13“ umzuschreiben und einen Postzugüberfall in die Handlung einzuarbeiten.
- Das Originaldrehbuch stammte von Heinz Oskar Wuttig.
- Zum vierten und letzten Mal beteiligte sich eine französische Firma an den Produktionskosten eines Wallace-Krimis der Rialto Film.
- Die Außenaufnahmen für einen Edgar-Wallace-Film fanden zum dritten und letzten Mal in Dänemark statt; unter anderem wurde auf der Insel Seeland, auf Schloss Vallø und dessen Umgebung, in Kopenhagen und dessen Hauptbahnhof sowie in Frederikssund gedreht. Die Innenaufnahmen entstanden in den Studios der CCC-Film im Berliner Bezirk Spandau.
- Richard Häussler und Hans Clarin nahmen mit diesem Film Abschied von der Edgar-Wallace-Reihe. Kai Fischer und Benno Hoffmann hatten jeweils ihren einzigen Gastauftritt in einem Film der Reihe.
- Wie bei fast allen bisherigen Edgar-Wallace-Filmen strebte man auch bei diesem Film eine FSK-Freigabe ab maximal 16 Jahren an. Die entsprechenden Schnittauflagen verlangten in diesem Falle jedoch die Änderung der Auflösung und damit ganzer Szenen, weshalb der Film als erster Film der Wallace-Reihe eine Altersfreigabe ab 18 Jahren erhielt. Da die Hauptzielgruppe dem Film dadurch fernblieb, konnte sich der im Vergleich mit seinen Vorgängern wesentlich aufwendiger inszenierte Film nicht zu dem erhofften Erfolg entwickeln.
- Die im falschen Format ausgestrahlte und um zwei Striptease-Szenen gekürzte Fernsehfassung wurde 1991 ab 16 Jahren freigegeben. Inzwischen wurde der Film in der kompletten Kinofassung mit einer Altersfreigabe ab 12 Jahren veröffentlicht. Durch Zusatzmaterial wurde der Film in der Edgar-Wallace-Edition 4 ab 16 Jahren freigegeben, jedoch ist der Vermerk „Hauptfilm ab 12 Jahren“ hinzugefügt worden.

## Kritiken
„Harald Reinl hat vom Vorspann angefangen einen flotten, alle Möglichkeiten der Kamera nützenden Krimi hingekriegt, der sich durchaus sehen lassen kann. Weder an Witz noch an englischem Nebelwallen wurde gespart, gruselig ist’s selten, spannend oft.“

„Ein Wallace-Krimi ohne besonderen Pfiff.“

„[…] eine zweigleisige Handlung, deren Undurchsichtigkeit und Besetzung es dem Zuschauer nicht leicht machen.“

„Die recht spannende Inszenierung dieser Moritat besorgte Harald Reinl. Das unter sommerlicher Hitze stöhnende Publikum war mit der verblüffenden Schlußpointe und dem ganzen Film höchst einverstanden.“

„Eine temporeiche Abwechslung innerhalb der Wallace-Serie.“

„Statt auf Gruselgestalten und düstere Landhäuser setzt Wallace-Film Nr. 16 auf den Reiz des Rotlicht-Ambientes und natürlich wieder auf die Komik von Eddie Arent.“

„Sechzehnter Film der deutschen Edgar-Wallace-Reihe, diesmal mit etwas weniger bizarren Gruseleffekten und etwas mehr „lasterhafter“ Unterweltatmosphäre.“